# Episemion
Genre
Episemion est un genre de poissons de la famille des Nothobranchiidae et de l'ordre des Cyprinodontiformes. Les Episemion sont endémiques de l'Afrique et se rencontrent au Gabon et en Guinée équatoriale.

## Liste d'espèces
Selon FishBase une seule espèce (05/2015):
- Episemion krystallinoron Sonnenberg, Blum et Misof, 2006

(Episemion callipteron Radda et Pürzl, 1987 est déplacé vers Aphyosemion callipteron)

## Note
Selon ITIS:
- Episemion callipteron Radda et Pürzl, 1987